# Bahnhof Gospel Oak
Der Bahnhof Gospel Oak ist ein Bahnhof im London Borough of Camden. Er ist in Besitz der London Overground und wird ausschließlich von Zügen dieser Gesellschaft befahren.
In Gospel Oak treffen sich zwei Overground-Linien: die North London Line von Richmond nach Stratford sowie die Bahnstrecke Gospel Oak–Barking, welche hier ihren Ausgangspunkt findet.

## Geschichte
Der Bahnhof wurde 1860 unter dem Namen Kentish Town eröffnet. 1867 wurde er in Gospel Oak umbenannt, als der Name 1867 im Zuge dessen Eröffnung an den heutigen Bahnhof Kentish Town West überging – er wiederum verlor den Namen im Jahre 1924, um Verwechslungen mit dem nahen Bahnhof Kentish Town zu vermeiden.
Bis 1981 hielten nur Züge der North London Line in Gospel Oak, Züge aus Barking verkehrten alle nach Kentish Town, obwohl eine Verbindung nach Gospel Oak bestand, die jedoch dem Güterverkehr vorbehalten war. 1981 wurden infolge Thameslink-Baumaßnahmen im Areal Kentish Town/St. Pancras alle Personenzüge neu nach Gospel Oak geführt, die Verbindung zur Midland Main Line dient seitdem nur noch dem Güterverkehr.
Zurzeit werden an der NLL und der Strecke nach Barking Umbaumaßnahmen vollzogen, um einerseits mehr Züge zu ermöglichen, andererseits für den Einsatz längerer Züge, so werden an beiden Linien die Bahnsteige verlängert.

## Zukunft
Mittelfristig sind am Bahnhof Baumaßnahmen vorgesehen, um direkte Züge von Barking etwa zum Bahnhof Clapham Junction zu leiten. Bisher endet die Strecke aus Barking an einem Kopfbahnsteig, die doppelspurige Direktverbindung zur NLL umfährt den Bahnhof und mündet östlich von Hampstead Heath in die NLL. So sind an der Direktverbindung zusätzliche Bahnsteige geplant, jedoch müssten diese infolge des wichtigen Güterverkehrs sorgfältig geplant werden.

## Betrieb
- Richmond – Stratford: 4 Züge pro Stunde
- Gospel Oak – Barking: 4 Züge pro Stunde